# Антунес дас Шагас, Бренер
Бренер Антунес дас Шагас (порт.-браз. Brener Antunes das Chagas; род. 27 ноября 1975, Итабораи, Рио-де-Жанейро, Бразилия; также известен как просто Бренер) — бразильский футболист.

## Карьера
Бренер — худощавый мулат, родился в штате Рио-де-Жанейро, выступал за «Васко да Гама», пройдя путь от детской команды до основного состава, в который попал в 1995 году. Привлекался в молодёжную сборную Бразилии. В «Васку» он выходил на поле вместе с Эдмундо, Ромарио, Донизетти, Виоло и в 90 матчах бразильского чемпионата забил 12 голов! В 1999 году попал в заявку клуба «Рио-Бранко (Витория)». После чего его приглашал «Атлетико Минейро», потом на сборе в Кипре звонили представители клуба из Южной Кореи, однако в начале 2000 года Бренер, ранее не игравший за границей, с удовольствием согласился попробовать свои силы в российском «Уралане», с которым подписал контракт на два года. Дебютировал в чемпионате России 1 апреля того же года в домашнем матче 2-го тура против московского «Спартака», выйдя на 72-й минуте на замену Джефферсону Батисте. Получав в России большие деньги, футболист потерял над собой контроль контроль. Постоянно кутил и это при том, что Элиста никогда не была столицей клубной жизни. Часто выпивал, симулировал травмы, забивал на тренировки, а не мячи в ворота соперников. Нарушение режима — стало привычным для него дело. В 2001 году Бренер вернулся в Бразилию, и выступал за десяток бразильских команд низших дивизионов, хотя в 2003 году мог подписать контракт с «Фламенго». В 2008 году играл за малайзийский клуб «Шахзан Муда». Завершил футбольную карьеру в 2009 году в клубе «Ривер» (Терезина). По состоянию на август 2014 году играет в шоубол (футбол на хоккейной коробке). А также приобрел искусственное поле в Рио-де-Жанейро. Там начал тренировать юных футболистов. В планах у него желание создать собственную академию.